# المخزن بني احمد (عبس)

تعديل مصدري - تعديل

المخزن بني احمد هي إحدى قرى عزلة بني حسن بمديرية عبس التابعة لمحافظة حجة، بلغ تعداد سكانها 85 نسمة حسب تعداد اليمن لعام 2004.